# Nomada melathoracica
Nomada melathoracica ist eine Biene aus der Familie der Apidae. 

## Merkmale
Die Bienen haben eine Körperlänge von 12 bis 13 Millimeter (Weibchen) bzw. 11 bis 13 Millimeter (Männchen). Der Kopf und Thorax der Weibchen ist schwarz und hat eine gelbe Zeichnung. Die Tergite sind schwarz und haben gelbe Binden. Auf dem ersten und zweiten Tergit sind diese mittig häufig schmal unterbrochen. Das dritte Fühlerglied ist gleich lang wie das fünfte und viel kürzer als das vierte. Die Schienen (Tibien) der Hinterbeine sind am Ende zu einer kurzen Spitze ausgezogen und haben rötliche, kleine Dornen. Die Männchen sind den Weibchen ähnlich, ihr drittes Fühlerglied ist gleich lang wie breit.

## Vorkommen und Lebensweise
Die Art ist in Süd- und mancherorts auch im südlichen Mitteleuropas verbreitet. Die Tiere fliegen von Mitte April bis Anfang Juli. Sie parasitieren Andrena aglissima und wahrscheinlich auch Andrena afrensis.

## Belege
Felix Amiet, M. Herrmann, A. Müller, R. Neumeyer: Fauna Helvetica 20: Apidae 5. Centre Suisse de Cartographie de la Faune, 2007, ISBN 978-2-88414-032-4.